# Fusée de tassement

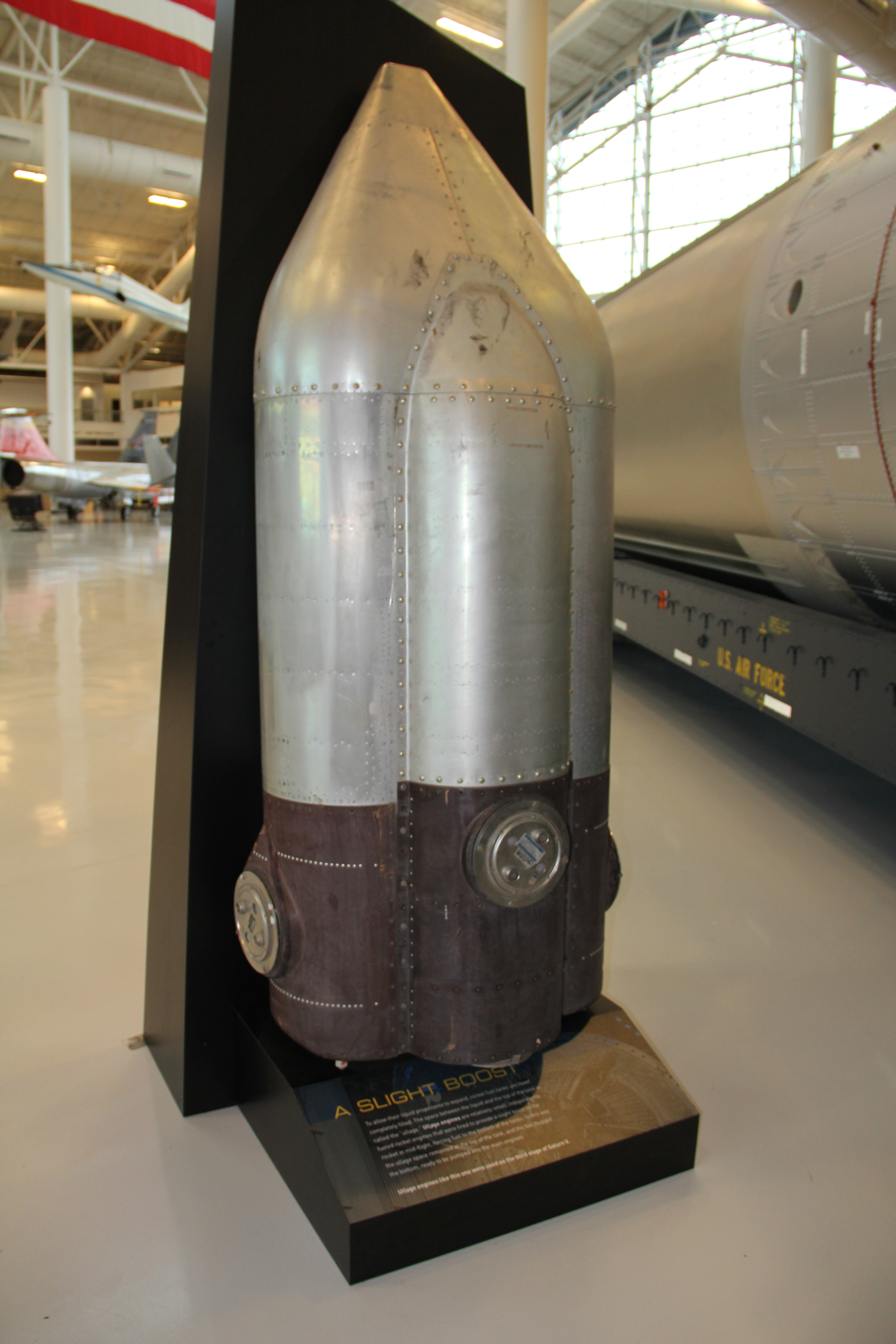
Une unité de propulsion auxiliaire du deuxième étage de Saturn IB, similaire à celle utilisée sur le troisième étage de Saturn V (l'étage S-IVB), utilisée comme fusée de tassement lors de l'injection trans-lunaire.

Une fusée de tassement est un moteur-fusée auxiliaire de faible poussée installé sur un étage de fusée ou un engin spatial qui est utilisé pour obtenir une faible accélération permettant de pousser les ergols liquides dans les conduits d'alimentation du propulseur principal de manière à permettre un allumage ou un réallumage de celui-ci. Ce dispositif est utilisé lorsque la propulsion est allumée après une phase de vol balistique : par exemple lors de manœuvres visant à placer un satellite en orbite géostationnaire ou lorsque le moteur d'une sonde spatiale est utilisé pour effectuer des corrections d'orbite ou s'insérer en orbite autour d'une planète après une longue période de vol inertiel. Durant cette phase de vol balistique, les bulles de gaz se formant dans les ergols liquides ne remontent plus en haut des réservoirs en raison de l'apesanteur et restent dans les circuits d'alimentation, et sont susceptibles d'empêcher l'allumage des moteurs voire de les endommager.
Les fusées de tassement sont des fusées à propergol solide, généralement à usage unique.